# 7715 Леонідаросіно
7715 Леонідаросіно (7715 Leonidarosino) — астероїд головного поясу, відкритий 14 лютого 1996 року.
Тіссеранів параметр щодо Юпітера — 3,356.